# Kuijärvi
Kuijärvi är en sjö i Finland. Den ligger i kommunen Heinola i landskapet Päijänne-Tavastland, i den södra delen av landet, 150 km nordost om huvudstaden Helsingfors. Kuijärvi ligger 94,3 meter över havet. Arean är 3,19 kvadratkilometer och strandlinjen är 10,61 kilometer lång. Sjön  ingår i Kymmene älvs huvudavrinningsområde.   I omgivningarna runt Kuijärvi växer i huvudsak barrskog. Den sträcker sig 2,1 kilometer i nord-sydlig riktning, och 2,6 kilometer i öst-västlig riktning.
I övrigt finns följande i Kuijärvi:
- Aittosaari (en ö)

I övrigt finns följande vid Kuijärvi:
- Sonnanen (en sjö)